# 阿拉伯聯合共和國佔領加沙地帶
阿拉伯聯合共和國佔領加沙地帶是指1949年至1967年间，加沙地带被阿拉伯聯合共和國的埃及军队军事占领的時期。
1948年阿拉伯-以色列戰爭結束後，阿拉伯聯合共和國的埃及軍隊開始占领加沙。1948年9月起，加沙地带名義上由全巴勒斯坦政府管理。不過該政府的官員基本上都呆在开罗，所以他們實際上無法真正管轄加沙地帶。 第二次中东战争期间，以色列入侵并短暫占领了加沙和西奈半島。因此1956年10月至1957年3月期間，加沙地帶暫時由以色列佔領。1959年，埃及總統贾迈勒·阿卜杜-纳赛尔解散了全巴勒斯坦政府，不過埃及並未正式吞併加沙地带，而是繼續軍事佔領。1967年，阿拉伯聯合共和國的埃及軍隊在第三次阿以战争中被击败，之后以色列再次占领了加沙地带。1978年，以色列和埃及签署戴维营协议。埃及此後不再表示加沙地带是該國領土。